# Aminata Belli

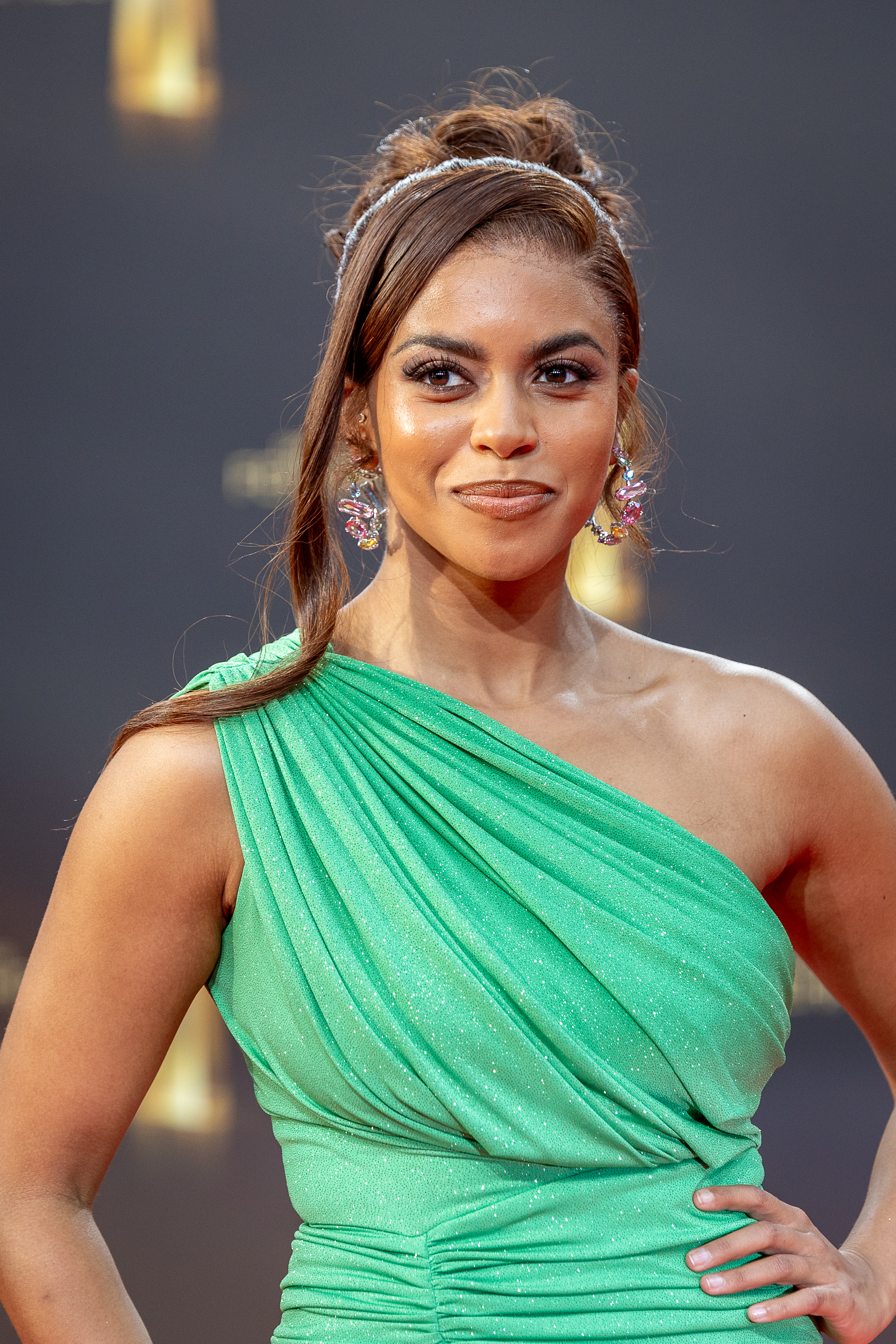
Aminata Belli (2023)

Aminata Belli (* 26. März 1992 in Bad Oldesloe) ist eine deutsche Fernsehmoderatorin, Reporterin und Influencerin.

## Leben und Karriere
Aminata Belli wuchs als Tochter einer deutschen Mutter und eines gambischen Vaters in einer Schaustellerfamilie in Schleswig-Holstein und Mecklenburg-Vorpommern auf. Ihren Vater lernte sie erst mit 23 Jahren kennen. Sie besuchte zunächst die Realschule und machte 2012 ihr Abitur an der Lübecker Dorothea-Schlözer-Schule. Anschließend studierte sie Modejournalismus / Medienkommunikation an der Hamburger Akademie für Mode & Design. Daraufhin war sie als Modeassistentin bei der internationalen Frauenzeitschrift GRAZIA tätig. Nebenbei moderierte sie Events wie die Warner Music Night und weitere Warner-Music-Formate, in denen sie Musiker wie Rita Ora, Linkin Park und Ed Sheeran interviewte. Sie berichtete backstage von zahlreichen Festivals, auch für den NDR.
Seit 2018 konzentriert sich Belli auf ihren Job als Moderatorin und präsentierte unter anderem die Otto Style Diaries sowie den Deutschen Bloggerpreis und fungiert als Reporterin für die funk-Onlineserie follow me reports. Überdies berichtete sie von der Unterhaltungsshow X Factor für Deluxe Music. Viacom Germany engagierte sie 2019 als Moderatorin für die MTV Top 100 und Yo! MTV Raps weekly Vibes. Außerdem stand sie für die ZDF-Sendung Mein erstes Mal zur Europawahl 2019 vor der Kamera. Ihr Engagement für Toleranz und gegen Rassismus machte sie durch Beiträge in Stern.de, VOGUE Online sowie in der drehscheibe deutlich. Sie war zu Gast in der 500. Sendung der Talkshow Kölner Treff im WDR Fernsehen. Außerdem wurde sie auf dem YouTube-Kanal Germania porträtiert. Seit 2020 moderiert sie, zunächst zusammen mit MoTrip, dann mit Louisa Dellert und ab 2023 mit Aurel Mertz im NDR Fernsehen die Talkshow deep und deutlich. 2021 war sie in dem ARD-Spielfilm Das Haus als Moderatorin/Journalistin zu sehen. Gemeinsam mit Theo Koll moderiert sie das ZDF-Politik- und Informationsformat Kontext.
Das Forbes-Magazin nahm Belli 2021 in die Liste „30under30“ auf, in der die 30 einflussreichsten Menschen unter 30 Jahren ausgezeichnet werden. Außerdem erhielt sie im selben Jahr den Förderpreis des Deutschen Fernsehpreises für das Reportageformat follow me reports.

## Kontroverse um DokumentationDeutsche Schuld(2023)
In der Fernsehdokumentation Deutsche Schuld – Namibia und der Völkermord der Regisseurin Silvia Palmigiano trat Belli als Moderatorin und Interviewerin in Namibia auf. In einem offenen Brief an den Intendanten des Norddeutschen Rundfunks (NDR) Joachim Knuth warfen ihr 160 Unterzeichner aus Deutschland und Namibia vor, in wichtigen Fragen unreflektiert und in vielen Sachdarstellungen falsch die Geschichte Namibias sowie die aktuelle Situation in Namibia zu präsentieren. Drei Hauptdarsteller im Film distanzierten sich nach der Erstausstrahlung und reichten eine formelle Programmbeschwerde ein. Die taz sprach von starker Vereinfachung und Ungereimtheiten.
Nach einem Bericht der Bild löschte die ARD die Dokumentation am 1. Dezember 2023 aus ihrer Mediathek, da unter anderem minderjährige Protagonisten ihre Einverständniserklärungen zurückzogen. Nach umfangreicher Kritik am Einsatz von Presenter-Formaten für Dokumentationen über komplexe historische Zusammenhänge wurde entschieden, die Dokumentation nie wieder zu zeigen. Der NDR-Rundfunkrat prüfte die Sendung und stellte aufgrund objektiv gegebener Falschaussagen sowie Zerrbilder provozierender Auslassungen der Autoren und der Moderatorin Verstöße gegen den Rundfunkstaatsvertrag fest. Diese Entscheidung hat der Rundfunkrat erstmalig getroffen.